# سعادة الفيض (أولاد احميد)
سعادة الفيض هو دُوَّار يقع بجماعة العونات، إقليم سيدي بنور، جهة الدار البيضاء سطات في المملكة المغربية. ينتمي الدوّار لمشيخة أولاد احميد التي تضم 13 دوار. يقدر عدد سكانه بـ 331 نسمة حسب الإحصاء الرسمي للسكان والسكنى لسنة 2004.

## روابط خارجية
- البوابة الوطنية للجماعات الترابية نسخة محفوظة 12 مارس 2018 على موقع واي باك مشين.
- المندوبية السامية للتخطيط